# Watertoren (Overveen)
De watertoren in Overveen, gemeente Bloemendaal, is gebouwd in 1897-1898 en staat aan de Zeeweg. De toren is in eigendom van PWN Waterleidingbedrijf Noord-Holland.
De watertoren heeft door zijn kantelen een kasteelachtig uiterlijk en is 30,95 meter hoog. Hij is ontworpen door de architect Jan Schotel en heeft een opslagcapaciteit van 1200 m3.
De toren is bij uitzondering toegankelijk voor publiek. Er zijn plannen geweest om er een uitkijkpost van te maken, of de toren te verkopen. Een particulier heeft meerdere malen een bod uitgebracht op de toren met de bedoeling er in te gaan wonen.
De toren heeft status van rijksmonument.
Aalsmeer ·
Alkmaar ·
Amsterdam
(Westergasfabriek ·
Nieuwer-Amstel ·
Watergraafsmeer ·
Sloten ·
Spaklerweg ·
Amstelveenseweg ·
Waterkeringweg) ·
Assendelft ·
Bennebroek
(Vogelenzang) ·
Bussum ·
Castricum ·
Den Helder
(Oude ·
Nieuwe) ·
Egmond aan Zee ·
Heemstede ·
Hilversum
(Oude ·
Nieuwe) ·
Hoogkarspel ·
Hoorn ·
IJmuiden
(Dokweg ·
Evertsenstraat) ·
Kwadijk ·
Laren ·
Ouderkerk aan de Amstel ·
Overveen ·
Weesp ·
Wieringerwaard ·
Wormer
(Hollandia ·
Van Gelder) ·
Wormerveer ·
Zaandam ·
Zandvoort
(Oude ·
Nieuwe)